# Alopecosa spinata
Alopecosa spinata är en spindelart som beskrevs av Yu och Song 1988. Alopecosa spinata ingår i släktet Alopecosa och familjen vargspindlar. Inga underarter finns listade i Catalogue of Life.